# Lijst van rijksmonumenten in Maastricht/Sint Servaasklooster
Een overzicht van de 20 rijksmonumenten in de stad Maastricht gelegen aan of bij het Sint Servaasklooster.
| Object | Oorspronkelijke functie?                                 | Bouwjaar                                    | Architect       | Locatie                                          | Coördinaten?                  | Nr.?   | Afbeelding        |
| --- | -------------------------------------------------------- | ------------------------------------------- | --------------- | ------------------------------------------------ | ----------------------------- | ------ | ----------------- |
| Elisabeth Gruytershuis van het Klooster Zusters Onder de Bogen | Woonhuis                                                 | 1936                                        | Alphons Boosten | Sint Servaasklooster 8                           | 50° 50' 57" NB, 5° 41' 11" OL | 506871 | Meer afbeeldingen |
| Noviciaatshuis van het Klooster Zusters Onder de Bogen, inclusief 12e/13e-eeuwse Hoge Leenzaal en 17e-eeuws proosdijgebouw                                                          | Klooster, kloosteronderdl                                | 1909-1910                                   | J. Limpens      | Sint Servaasklooster 10                          | 50° 50' 54" NB, 5° 41' 5" OL  | 506870 | Meer afbeeldingen |
| Op het achterterrein aanwezige resten van de stadszijde van de eerste middeleeuwse stadsmuur                                                                                        | Omwalling                                                | na 1229                                     |                 | Sint Servaasklooster achter nrs 12-18            | 50° 50' 56" NB, 5° 41' 14" OL | 28008  | Meer afbeeldingen |
| Poortgebouw Klooster Zusters Onder de Bogen | Klooster, kloosteronderdl                                | 1870-1871                                   |                 | Sint Servaasklooster 14                          | 50° 50' 55" NB, 5° 41' 11" OL | 506869 | Meer afbeeldingen |
| Kloosterkerk Zusters Onder de Bogen | Klooster, kloosteronderdl                                | 1899-1900                                   | Johannes Kayser | Sint Servaasklooster 14                          | 50° 50' 55" NB, 5° 41' 11" OL | 506872 | Meer afbeeldingen |
| Voormalige Refugie van Herckenrode. Langwerpig gebouw van mergel, waarvan de lange gevels elk worden onderbroken door een vierkant torentje                                         | refugehuis; daarna klooster, sociale zorg, liefdadigheid | 1574, 17e eeuw                              |                 | Kommel 23 (hoofdingang: Sint Servaasklooster 14) | 50° 50' 54" NB, 5° 41' 8" OL  | 27525  | Meer afbeeldingen |
| In de kloostertuin resten van de veldzijde van de 13e-eeuwse stadsmuur | Omwalling                                                | na 1229                                     |                 | achter Kommel 23 / Sint Servaasklooster 12-22    | 50° 50' 54" NB, 5° 41' 8" OL  | 28007  | Meer afbeeldingen |
| Huis met lijstgevel met een koetspoort. Op het achterterrein resten van de 13e-eeuwse stadsmuur                                                                                     | Gebouw                                                   | laatste kwart 18e eeuw                      |                 | Sint Servaasklooster 20                          | 50° 50' 54" NB, 5° 41' 11" OL | 27111  | Meer afbeeldingen |
| Huis met brede lijstgevel met ter linkerzijde bijbehorend koetshuis met mansardedak. Op het achterterrein resten van de 13e-eeuwse stadsmuur. Op de muur een 19e-eeuws(?) prieeltje | Gebouw                                                   | derde kwart 18e eeuw                        |                 | Sint Servaasklooster 22                          | 50° 50' 53" NB, 5° 41' 11" OL | 27113  | Meer afbeeldingen |
| Huis van twee vleugels om een binnenplaats, die van de straat gescheiden is door een muur met een inrijpoort. Op het achterterrein resten van de 13e-eeuwse stadsmuur               | Gebouw                                                   | 1774                                        |                 | Sint Servaasklooster 24                          | 50° 50' 52" NB, 5° 41' 11" OL | 27526  | Meer afbeeldingen |
| Door een gebroken kap afgedekt huis met brede lijstgevel Op het achterterrein resten van de 13e-eeuwse stadsmuur                                                                    | Handel en kantoor                                        | 18e eeuw                                    |                 | Sint Servaasklooster 28                          | 50° 50' 52" NB, 5° 41' 12" OL | 27527  | Meer afbeeldingen |
| Op het achterterrein resten van de 13e-eeuwse stadsmuur | Omwalling                                                | 13e eeuw                                    |                 | Sint Servaasklooster 30                          | 50° 50' 51" NB, 5° 41' 13" OL | 28006  | Meer afbeeldingen |
| Hoofdgebouw van mergel met twee zijvleugels | Gebouw                                                   | eerste helft 17e eeuw - 18e eeuw            |                 | Sint Servaasklooster 32                          | 50° 50' 51" NB, 5° 41' 13" OL | 27528  | Meer afbeeldingen |
| Hoekhuis van vier vleugels om een binnenplaats | Woonhuis                                                 | derde kwart 18e eeuw - derde kwart 19e eeuw |                 | Sint Servaasklooster 33                          | 50° 50' 53" NB, 5° 41' 13" OL | 27529  | Meer afbeeldingen |
| Huis met lijstgevel | Gebouw                                                   | laatste helft 19e eeuw                      |                 | Sint Servaasklooster 35                          | 50° 50' 52" NB, 5° 41' 13" OL | 27530  | Meer afbeeldingen |
| Huis met lijstgevel | Woonhuis                                                 | derde kwart 18e eeuw                        |                 | Sint Servaasklooster 36                          | 50° 50' 51" NB, 5° 41' 14" OL | 27531  | Meer afbeeldingen |
| Huis met lijstgevel | Gebouw                                                   | eerste helft 19e eeuw                       |                 | Sint Servaasklooster 37                          | 50° 50' 51" NB, 5° 41' 13" OL | 27532  | Meer afbeeldingen |
| Huis met lijstgevel | Woonhuis                                                 |                                             |                 | Sint Servaasklooster 38                          | 50° 50' 50" NB, 5° 41' 14" OL | 26818  | Meer afbeeldingen |
| Huis met brede lijstgevel | Woonhuis                                                 | laatste helft 18e eeuw                      |                 | Sint Servaasklooster 39                          | 50° 50' 51" NB, 5° 41' 14" OL | 27533  | Meer afbeeldingen |
| "Dragonderwacht": voormalig wachthuis bij het Gouvernement. Gebouw met gevels van Naamse steen uit 1770 in Lodewijk XVI-stijl                                                       | Gebouw                                                   | 1770                                        |                 | Sint Servaasklooster 41                          | 50° 50' 51" NB, 5° 41' 15" OL | 27534  | Meer afbeeldingen |